# Duodji
Duodji je tradiční sámské řemeslo, které se datuje od doby, kdy byli Sámové mnohem více než dnes izolováni od okolního světa. Nářadí, oděvy a doplňky duodji jsou funkční a užitečné a mohou také obsahovat umělecké prvky. Sámští umělci duodji umí přinést společně funkci a umění tak jemným způsobem, aby vytvořili krásná umělecká díla sama o sobě.
Mezi tyto funkční prvky patří nože, kufříky, dámské tašky, dřevěné šálky (kuksa), některé oblečení atd. Výrobky duodji byly vyrobeny a určeny pro běžné pracovním prostředí.

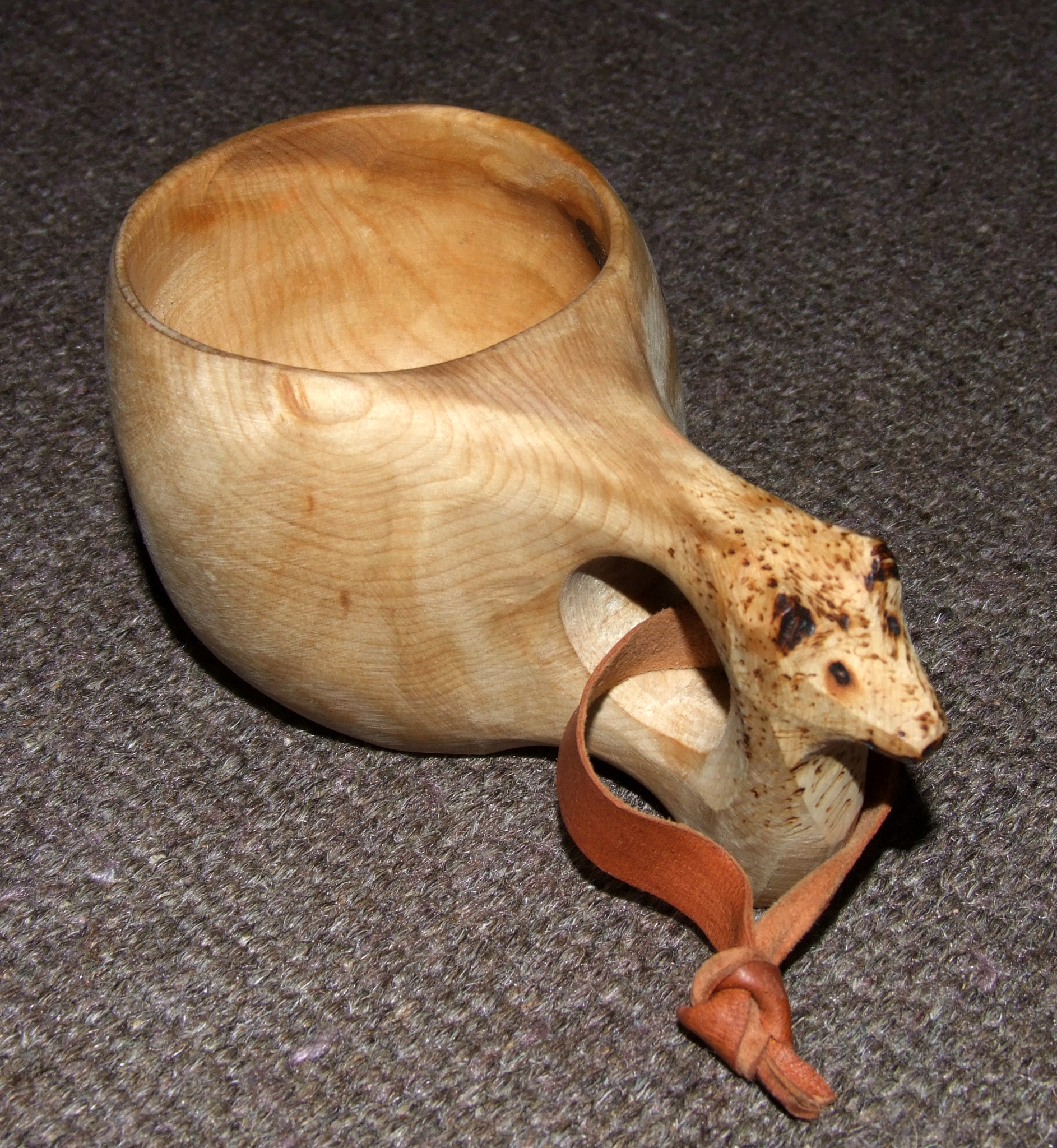
Kuksa (dřevěný hrnek) se také používá pro pohodlný pobyt v přírodě

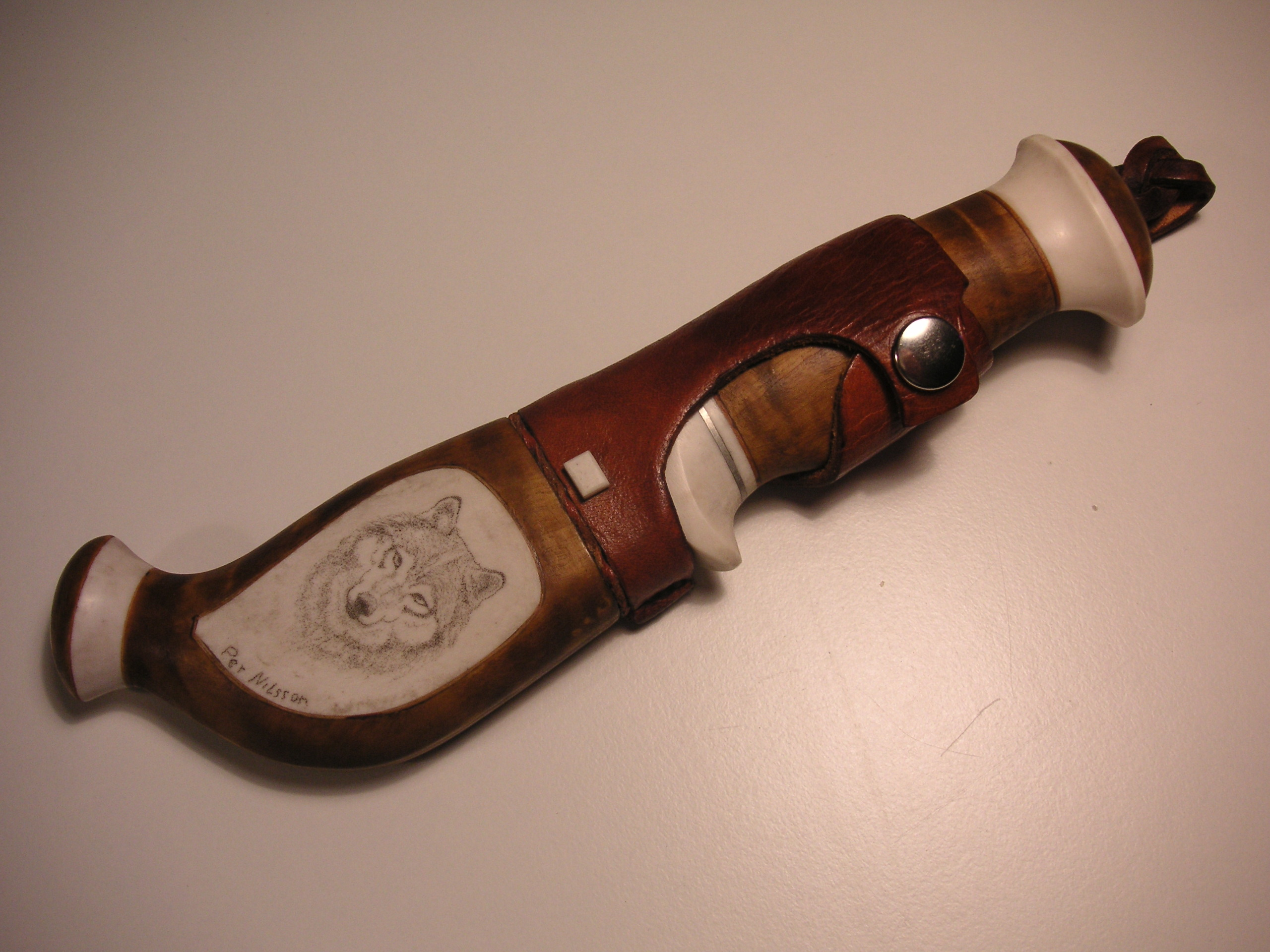
Malý sámský nůž (ozdobný obrázek není tradiční)

## Použité materiály
Tradičně bylo sámské řemesla rozděleno do dvou podskupin, na mužské a ženské řemeslo. Muži pro řemeslo používali většinou dřevo a parohy stejně jako jiné sobí kosti, zatímco ženy používaly kůži a kořeny. Tradiční sámské barvy jsou červená, zelená, modrá a žlutá.

## Dobře známí umělci
Umělci duodji jsou v Laponsku stále aktivní a nadále pokračují v tradicích duodji. I když v tradičním duodji došlo ke drobným změnám, jsou dnes sběrateli z celého světa považovány za cenná umělecká díla. Někteří umělci duodji jsou dnes[kdy?] Olov Svonni, Martin Kuorak, Anders Sunna, Lars Pirak a Per Olof Utsi.

## Gákti
Tradiční kostým gákti má velký kulturní význam a používá se hlavně na svatby, pohřby, biřmování a další kulturní akce. Vzhled gákti se liší od místa k místu a bývá delší v jižním Laponsku než na severu. Tradičně byla k výrobě gákti použita kůže, šlachy a vlna, dnes se však používá i samet a hedvábí.

## Galerie

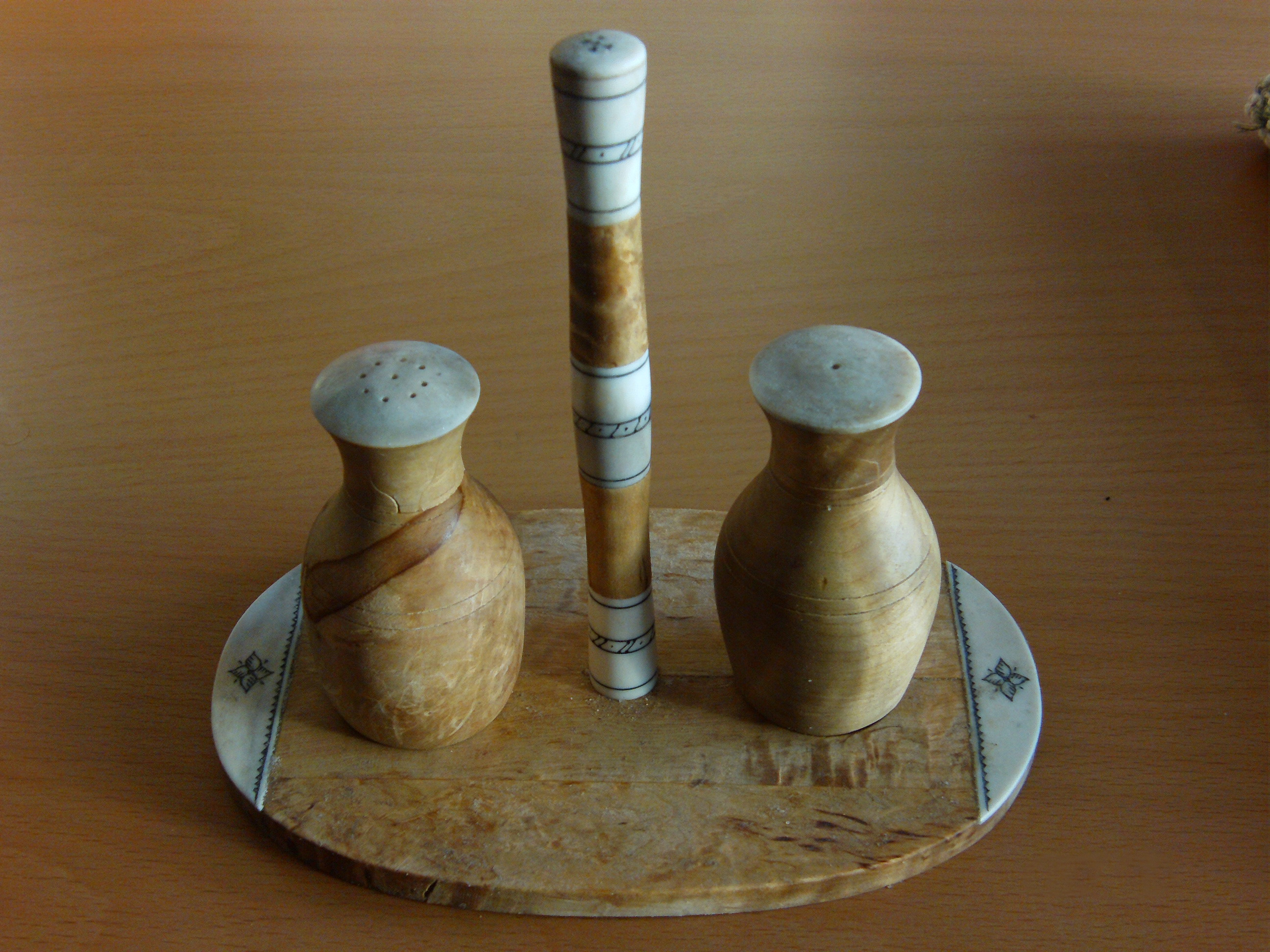
Dvě solničky
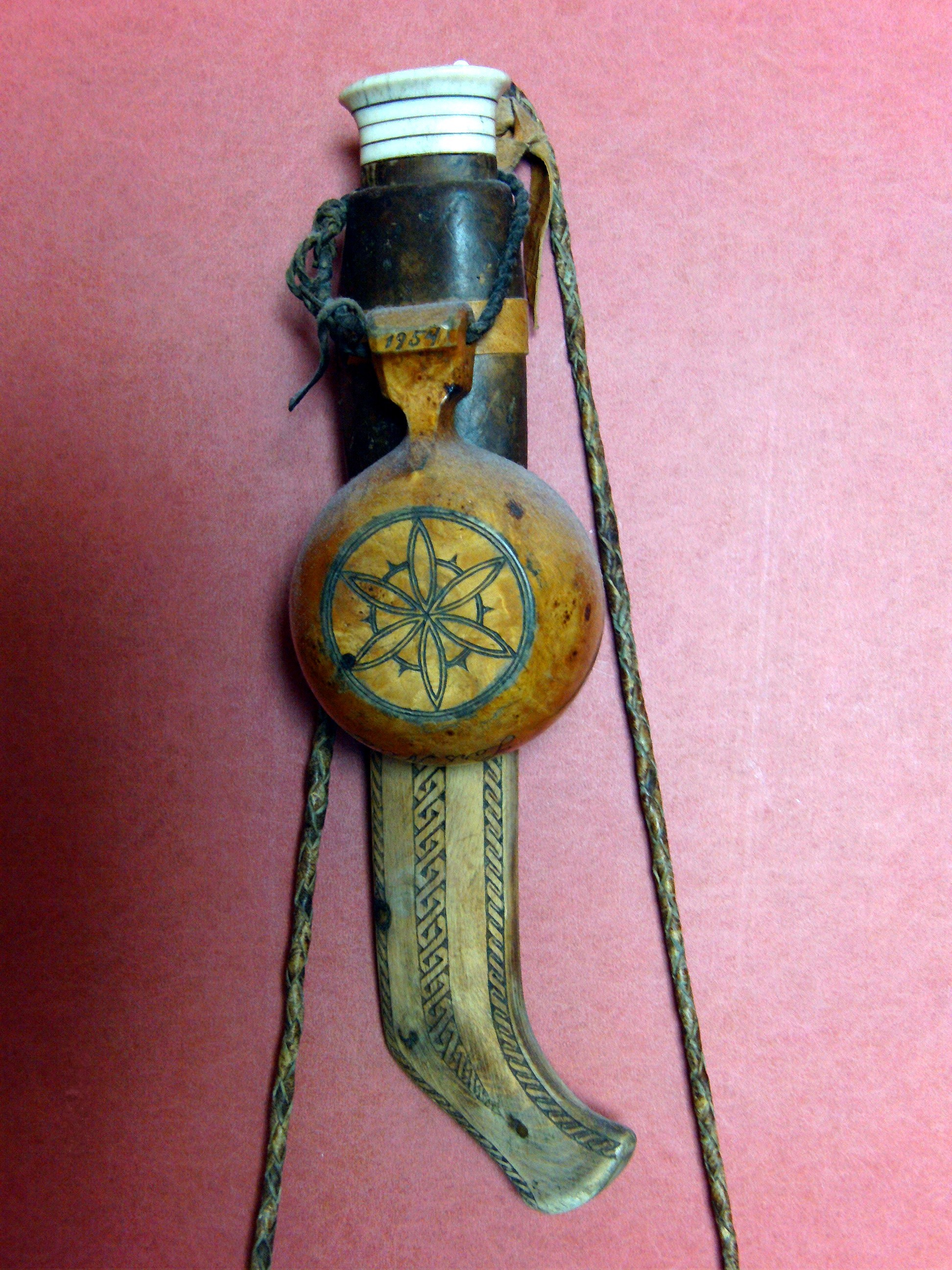
Pohár na pití a nůž
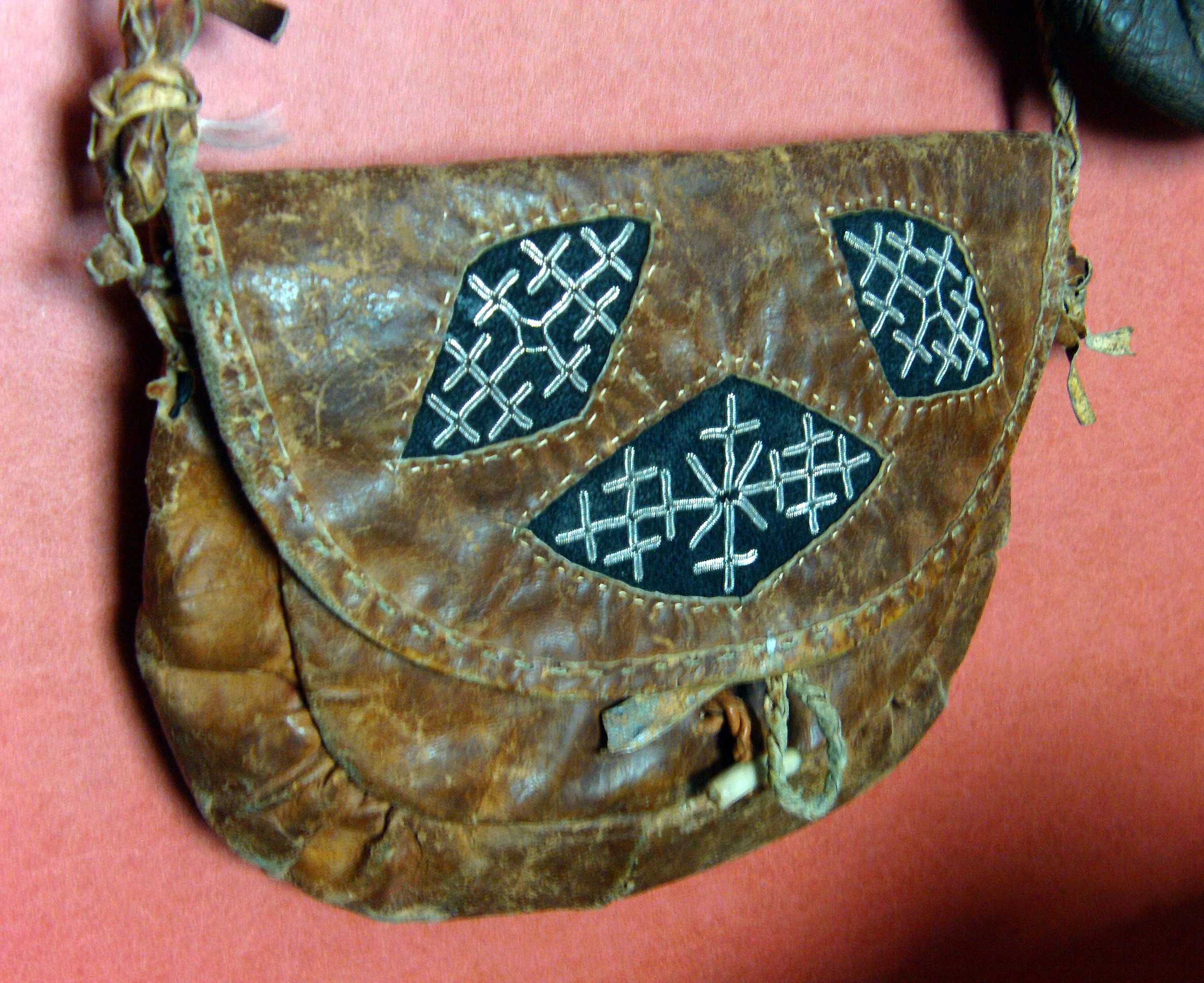
Sámská kabelka
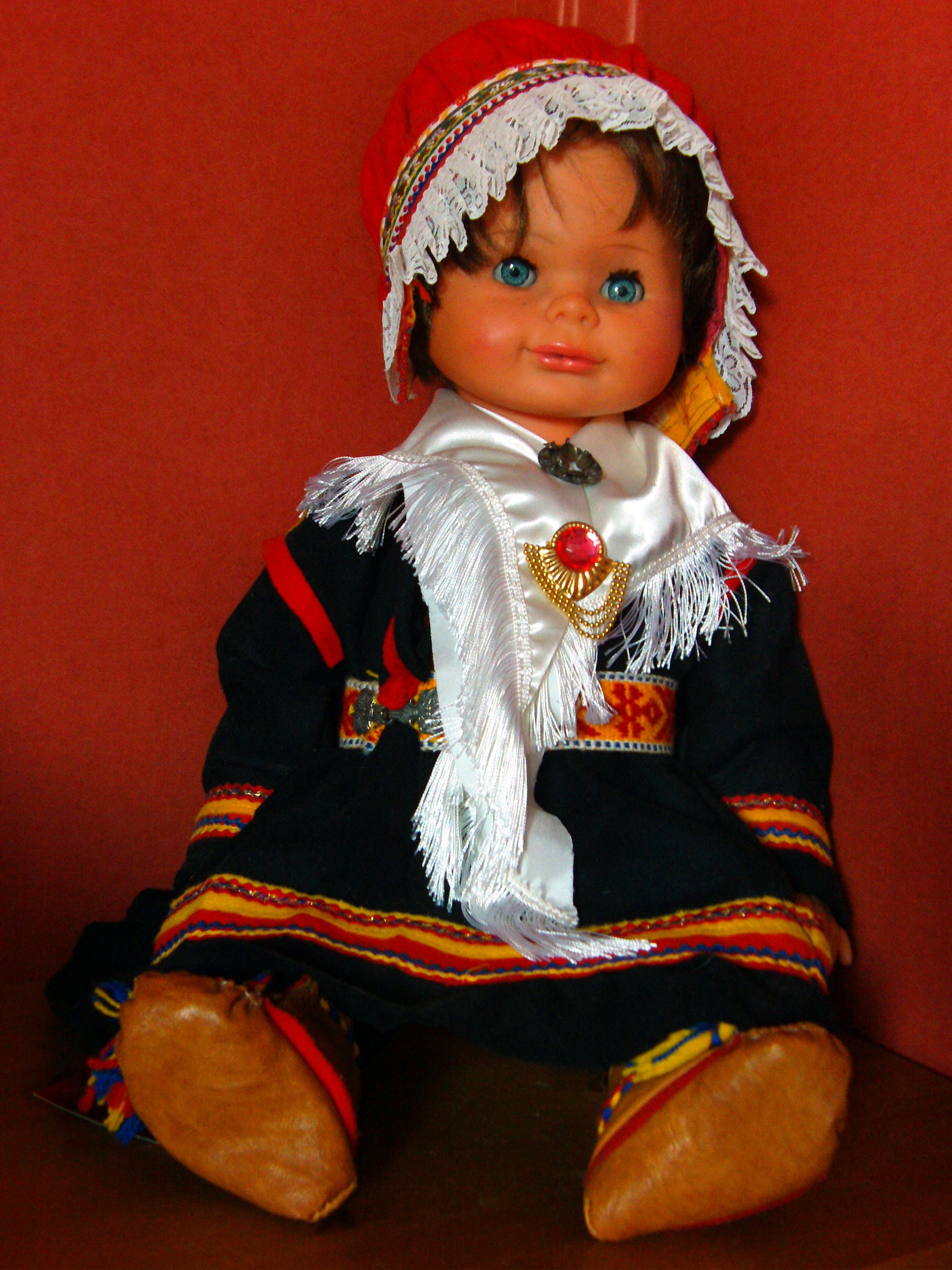
Panenka v gákti
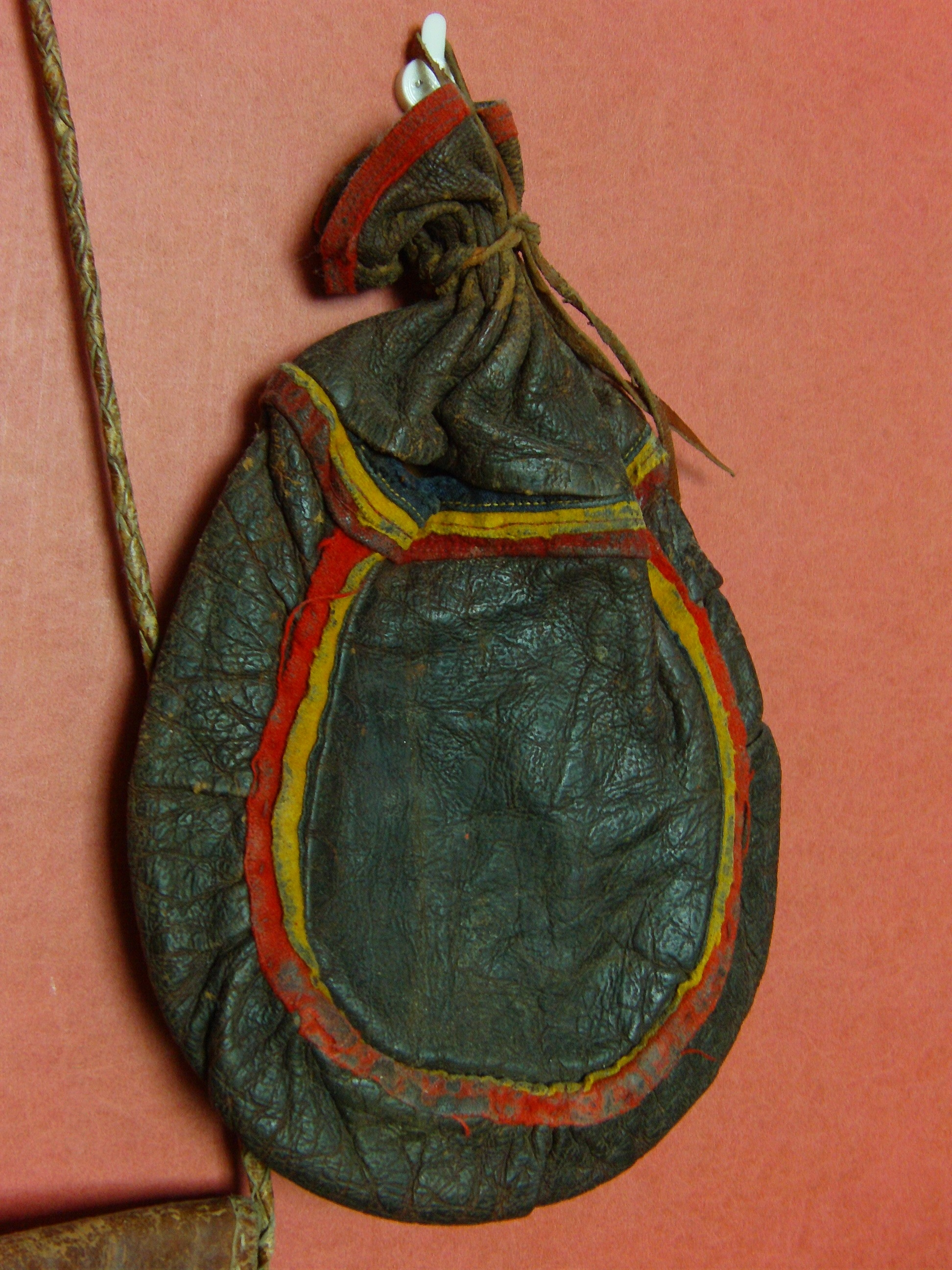
Kabelka
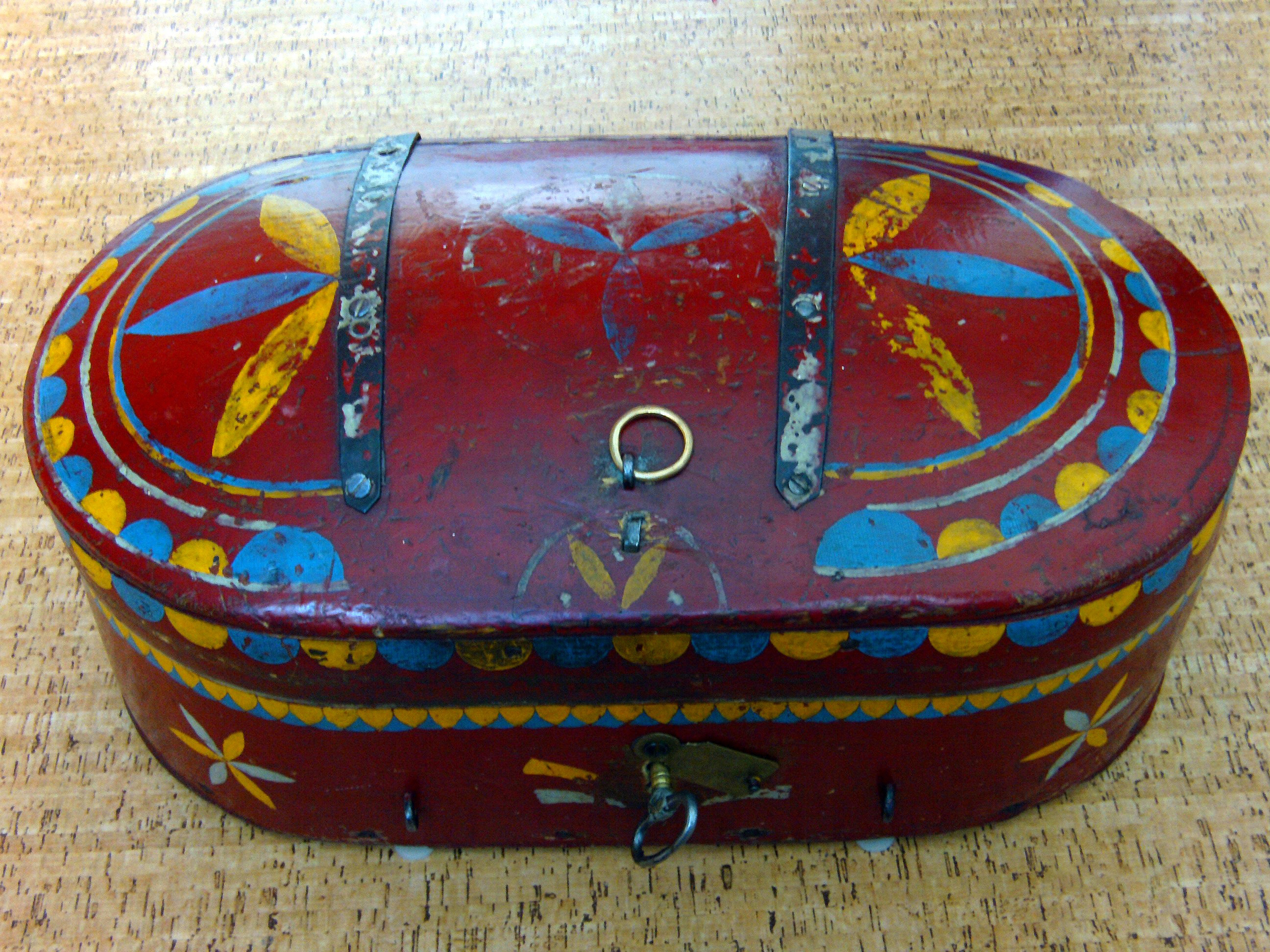
Truhlička
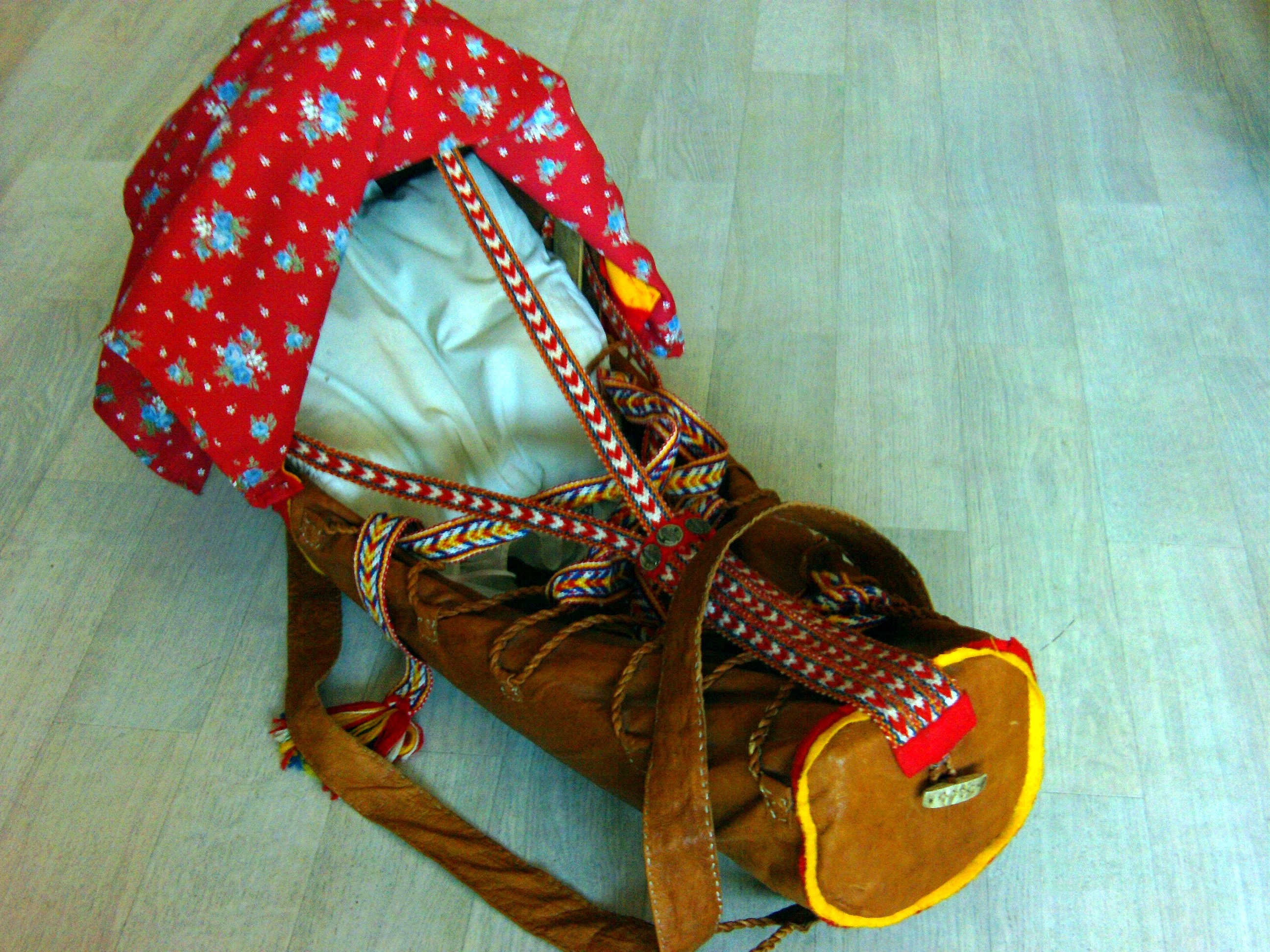
Dětské lůžko
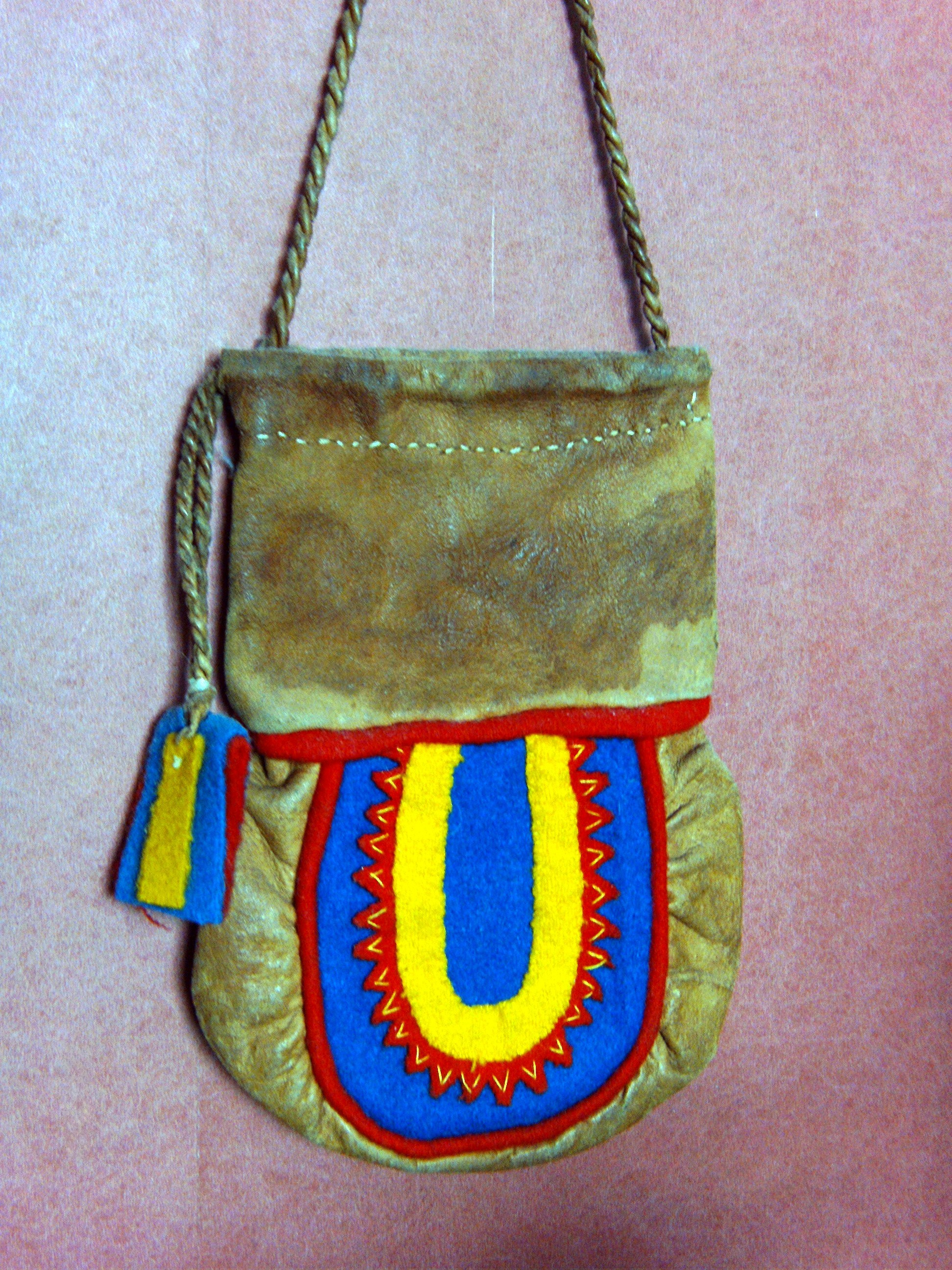
Obal na kávu